# Lista țărilor după bonitate
Lista țărilor după bonitate este o listă a țărilor și teritoriilor lumii în funcție de ratingul de credit, care prezintă evaluări ale evoluției creditelor în valută pe termen lung pentru obligațiunile de stat („datorii suverane”), conform datelor raportate de cele mai mari trei agenții de rating de credit: Standard & Poor's, Fitch Ratings și Moody's. Lista include, de asemenea, toate diviziunile administrative care nu emit obligațiuni suverane, dar exclude regiunile, provinciile și municipalitățile care emit obligațiuni municipale.
În tabelele următoare, sortarea este alfabetică după codul țării, conform ISO 3166-1 alpha-3. Pentru diviziunile administrative care nu au un cod ISO alocat, sortarea este în funcție de codul țării din care acestea fac parte.

## Bonitate
Bonitatea reprezintă o evaluare a capacității unui debitor de a-și îndeplini obligațiile de plată, pe baza unor indicatori economici si de calitate. O obligațiune de stat este un tip de investiție bazată pe datorii, prin care un guvern împrumută bani în schimbul unei rate de dobândă convenite. Fondurile astfel obținute pot fi utilizate pentru finanțarea unor proiecte de investiții, iar investitorii primesc dobânda stabilită la intervale regulate. Din această perspectivă, un emitent suveran este guvernul (național sau federal) care exercită de facto autoritatea fiscală primară asupra unei jurisdicții recunoscute. Un rating de credit suveran (sovereign credit rating) este o evaluare independentă a bonității unei țări sau a unei entități suverane. Evaluările de credit suveran pot oferi investitorilor informații despre nivelul de risc asociat cu investiția în datoria unei anumite țări, inclusiv orice risc politic. Pe lângă finanțarea prin emiterea de obligațiuni externe, o altă motivație pentru a obține un rating de credit suveran este atragerea de investiții străine directe (ISD). Numeroase țări solicită evaluări din partea celor mai importante agenții de rating de credit pentru a atrage investitori.
Riscul de credit suveran, care se reflectă în ratingurile de credit suveran, reprezintă probabilitatea ca un guvern să nu poată – sau să nu dorească – să își îndeplinească obligațiile de plată a datoriei în viitor. Mai mulți factori cheie sunt luați în considerare pentru a evalua cât de riscant ar putea fi să investești într-o anumită țară sau regiune, cum ar fi datoria publică, soldul contului curent, rata de creștere a PIB-ului, rata inflației, rata șomajului, rata importurilor și variația veniturilor din exporturi. Pentru evaluarea acestui risc, fiecare agenție de rating a dezvoltat o metodologie proprie.

## Agenții de rating

### Standard & Poor's

Harta globală a țărilor lumii în funcție de ratingurile de credit în valută pe termen lung conform Standard & Poor's, martie 2022
Legendă:
AAA
AA+
AA
AA-
A+
A
A-
BBB+
BBB
BBB-
BB+
BB
BB-
B+
B
B-
CCC+
CCC
CCC-
SD/D

Conform Standard & Poor's, o obligațiune este considerată investment grade dacă ratingul său de credit este BBB− sau superior. Obligațiunile cu rating BB+ și inferior sunt considerate a fi speculative grade („grad speculativ”), uneori denumite și obligațiuni „junk”. Un rating sovereign default („insolvabilitatea datoriilor suverane”) indică faptul că țara nu a îndeplinit în mod selectiv unele obligații restante.
| Țară/Teritoriu            | Rating | Perspectivă | Data               | Ref.    |
|                           |        |             |                    |         |
| ------------------------- | ------ | ----------- | ------------------ | ------- |
| Aruba                     | BBB    | stabilă ▬   | 15 martie 2021     | [ 4 ]   |
| Angola                    | B-     | stabilă ▬   | 4 februarie 2022   | [ 5 ]   |
| Albania                   | B+     | pozitivă ▲  | 22 septembrie 2023 | [ 6 ]   |
| Andorra                   | BBB+   | pozitivă ▲  | 12 mai 2023        | [ 7 ]   |
| Emiratele Arabe Unite     | AA     | stabilă ▬   | 2 iulie 2007       | [ 8 ]   |
| Abu Dhabi, UAE            | AA     | stabilă ▬   | 30 mai 2023        | [ 9 ]   |
| Ras Al Khaimah, UAE       | A-     | pozitivă ▲  | 16 octombrie 2023  | [ 10 ]  |
| Sharjah, UAE              | BBB-   | stabilă ▬   | 17 noiembrie 2023  | [ 11 ]  |
| Argentina                 | CCC-   | negativă ▼  | 29 martie 2023     | [ 12 ]  |
| Armenia                   | BB-    | stabilă ▬   | 25 august 2023     | [ 13 ]  |
| Australia                 | AAA    | stabilă ▬   | 6 iunie 2021       | [ 14 ]  |
| Austria                   | AA+    | stabilă ▬   | 26 august 2022     | [ 15 ]  |
| Azerbaidjan               | BB+    | stabilă ▬   | 22 ianuarie 2021   | [ 16 ]  |
| Belgia                    | AA     | stabilă ▬   | 28 februarie 2014  | [ 15 ]  |
| Benin                     | B+     | stabilă ▬   | 20 octombrie 2023  | [ 17 ]  |
| Burkina Faso              | CCC+   |             | 26 ianuarie 2022   | [ 18 ]  |
| Bangladesh                | BB-    | negativă ▼  | 24 iulie 2023      | [ 15 ]  |
| Bulgaria                  | BBB    | pozitivă ▲  | 24 noiembrie 2023  | [ 19 ]  |
| Bahrain                   | B+     | stabilă ▬   | 24 noiembrie 2023  | [ 20 ]  |
| Bahamas                   | B+     | stabilă ▬   | 12 noiembrie 2021  | [ 21 ]  |
| Bosnia și Herțegovina     | B+     | stabilă ▬   | 4 august 2023      | [ 22 ]  |
| Belarus                   | NR     |             | 8 septembrie 2023  | [ 23 ]  |
| Belize                    | B-     | stabilă ▬   | 9 noiembrie 2021   | [ 24 ]  |
| Insulele Bermude          | A+     | stabilă ▬   | 28 aprilie 2015    | [ 15 ]  |
| Bolivia                   | CCC+   | negativă ▼  | 22 noiembrie 2023  | [ 25 ]  |
| Brazilia                  | BB-    | pozitivă ▲  | 14 iunie 2023      | [ 26 ]  |
| Barbados                  | B-     | pozitivă ▲  | 26 octombrie 2023  | [ 27 ]  |
| Botswana                  | BBB+   | stabilă ▬   | 17 septembrie 2021 | [ 28 ]  |
| Canada                    | AAA    | stabilă ▬   | 29 iulie 2002      | [ 15 ]  |
| Elveția                   | AAA    | stabilă ▬   | 26 iunie 1989      | [ 15 ]  |
| Chile                     | A      | negativă ▼  | 19 octombrie 2023  | [ 29 ]  |
| China                     | A+     | stabilă ▬   | 21 septembrie 2017 | [ 30 ]  |
| Coasta de Fildeș          | BB-    | stabilă ▬   | 6 iulie 2021       | [ 31 ]  |
| Camerun                   | CCC+   | stabilă ▬   | 10 august 2023     | [ 32 ]  |
| Republica Democrată Congo | B-     | stabilă ▬   | 28 ianuarie 2022   | [ 33 ]  |
| Congo                     | B-     | stabilă ▬   | 28 iulie 2023      | [ 15 ]  |
| Insulele Cook             | B+     | stabilă ▬   | 11 noiembrie 2020  | [ 15 ]  |
| Columbia                  | BB+    | stabilă ▬   | 19 mai 2021        | [ 34 ]  |
| Capul Verde               | B-     | stabilă ▬   | 19 februarie 2021  | [ 15 ]  |
| Costa Rica                | BB-    | stabilă ▬   | 27 octombrie 2023  | [ 35 ]  |
| Curaçao                   | BBB-   | stabilă ▬   | 24 februarie 2022  | [ 36 ]  |
| Cipru                     | BBB    | pozitivă ▲  | 1 septembrie 2023  | [ 15 ]  |
| Cehia                     | AA-    | stabilă ▬   | 24 august 2011     | [ 15 ]  |
| Germania                  | AAA    | stabilă ▬   | 13 ianuarie 2012   | [ 15 ]  |
| Danemarca                 | AAA    | stabilă ▬   | 27 februarie 2001  | [ 15 ]  |
| Republica Dominicană      | BB     | stabilă ▬   | 19 decembrie 2022  | [ 37 ]  |
| Ecuador                   | B-     | stabilă ▬   | 1 septembrie 2020  | [ 38 ]  |
| Egipt                     | B-     | stabilă ▬   | 20 octombrie 2023  | [ 39 ]  |
| Spania                    | A      | stabilă ▬   | 18 martie 2022     | [ 15 ]  |
| Estonia                   | AA-    | negativă ▼  | 6 decembrie 2022   | [ 15 ]  |
| Etiopia                   | SD     |             | 15 decembrie 2023  | [ 40 ]  |
| Uniunea Europeană         | AA+    | stabilă ▬   | 15 iunie 2023      | [ 41 ]  |
| Finlanda                  | AA+    | stabilă ▬   | 16 septembrie 2016 | [ 15 ]  |
| Fiji                      | B+     | stabilă ▬   | 22 septembrie 2021 | [ 42 ]  |
| Franța                    | AA     | negativă ▼  | 2 decembrie 2022   | [ 15 ]  |
| Gabon                     | NR     |             | 1 aprilie 2016     | [ 43 ]  |
| Regatul Unit              | AA     | stabilă ▬   | 21 aprilie 2023    |         |
| Georgia                   | BB     | stabilă ▬   | 25 februarie 2022  | [ 44 ]  |
| Guernsey                  | A+     | stabilă ▬   | 14 ianuarie 2023   | [ 45 ]  |
| Ghana                     | SD     |             | 20 decembrie 2022  | [ 46 ]  |
| Grecia                    | BBB-   | stabilă ▬   | 20 octombrie 2023  | [ 47 ]  |
| Grenada                   | NR     |             | 31 octombrie 2014  | [ 48 ]  |
| Guatemala                 | BB     | stabilă ▬   | 11 aprilie 2023    | [ 49 ]  |
| Hong Kong                 | AA+    | stabilă ▬   | 21 septembrie 2017 | [ 50 ]  |
| Honduras                  | BB-    | stabilă ▬   | 29 septembrie 2023 | [ 15 ]  |
| Croația                   | BBB+   | pozitivă ▲  | 15 septembrie 2023 | [ 51 ]  |
| Ungaria                   | BBB-   | stabilă ▬   | 27 ianuarie 2023   | [ 52 ]  |
| Indonezia                 | BBB    | stabilă ▬   | 27 aprilie 2022    | [ 53 ]  |
| India                     | BBB-   | stabilă ▬   | 26 septembrie 2014 | [ 15 ]  |
| Irlanda                   | AA     | stabilă ▬   | 19 mai 2023        | [ 54 ]  |
| Irak                      | B-     | stabilă ▬   | 17 februarie 2023  | [ 55 ]  |
| Islanda                   | A+     | stabilă ▬   | 10 noiembrie 2023  | [ 56 ]  |
| Israel                    | AA-    | negativă ▼  | 24 octombrie 2023  | [ 57 ]  |
| Italia                    | BBB    | stabilă ▬   | 26 iulie 2022      | [ 58 ]  |
| Jamaica                   | BB-    | stabilă ▬   | 13 septembrie 2023 | [ 59 ]  |
| Jersey                    | AA-    | stabilă ▬   | 16 ianuarie 2021   | [ 60 ]  |
| Iordania                  | B+     | stabilă ▬   | 20 octombrie 2017  | [ 61 ]  |
| Japonia                   | A+     | stabilă ▬   | 9 iunie 2020       | [ 62 ]  |
| Kazahstan                 | BBB-   | stabilă ▬   | 3 martie 2023      | [ 63 ]  |
| Kenya                     | B      | negativă ▼  | 24 februarie 2023  | [ 64 ]  |
| Cambodgia                 | B      | stabilă ▬   | 31 octombrie 2011  | [ 65 ]  |
| Coreea de Sud             | AA     | stabilă ▬   | 7 august 2016      | [ 66 ]  |
| Kuweit                    | A+     | stabilă ▬   | 15 iulie 2022      | [ 67 ]  |
| Liban                     | SD     |             | 11 martie 2020     | [ 68 ]  |
| Liechtenstein             | AAA    | stabilă ▬   | 26 februarie 2016  | [ 15 ]  |
| Sri Lanka                 | SD     |             | 25 aprilie 2022    | [ 69 ]  |
| Lituania                  | A+     | negativă ▼  | 2 decembrie 2022   | [ 70 ]  |
| Luxemburg                 | AAA    | stabilă ▬   | 14 ianuarie 2013   | [ 15 ]  |
| Letonia                   | A+     | negativă ▼  | 6 decembrie 2022   | [ 71 ]  |
| Maroc                     | BB+    | stabilă ▬   | 2 aprilie 2021     | [ 72 ]  |
| Madagascar                | B-     | stabilă ▬   | 9 octombrie 2023   | [ 73 ]  |
| Mexic                     | BBB    | stabilă ▬   | 6 iulie 2022       | [ 15 ]  |
| Macedonia de Nord         | BB-    | stabilă ▬   | 24 mai 2013        | [ 15 ]  |
| Malta                     | A-     | stabilă ▬   | 13 martie 2020     | [ 74 ]  |
| Muntenegru                | B      | stabilă ▬   | 5 martie 2021      | [ 75 ]  |
| Mongolia                  | B      | stabilă ▬   | 9 noiembrie 2018   | [ 76 ]  |
| Mozambic                  | CCC+   | stabilă ▬   | 22 noiembrie 2019  | [ 77 ]  |
| Montserrat                | BBB-   | stabilă ▬   | 2 septembrie 2011  | [ 15 ]  |
| Mauritius                 | BBB-   | stabilă ▬   | 21 iulie 2023      | [ 78 ]  |
| Malaysia                  | A-     | stabilă ▬   | 27 iunie 2022      | [ 79 ]  |
| Nigeria                   | B-     | stabilă ▬   | 4 august 2023      | [ 80 ]  |
| Nicaragua                 | B      | stabilă ▬   | 25 octombrie 2022  | [ 15 ]  |
| Țările de Jos             | AAA    | stabilă ▬   | 20 noiembrie 2015  | [ 15 ]  |
| Norvegia                  | AAA    | stabilă ▬   | 8 noiembrie 1990   | [ 81 ]  |
| Noua Zeelandă             | AA+    | stabilă ▬   | 21 februarie 2021  | [ 82 ]  |
| Oman                      | BB+    | stabilă ▬   | 29 septembrie 2023 | [ 15 ]  |
| Pakistan                  | CCC+   | stabilă ▬   | 22 decembrie 2022  | [ 83 ]  |
| Panama                    | BBB    | negativă ▼  | 7 noiembrie 2023   | [ 84 ]  |
| Peru                      | BBB    | negativă ▼  | 12 decembrie 2022  | [ 85 ]  |
| Filipine                  | BBB+   | stabilă ▬   | 30 aprilie 2019    | [ 86 ]  |
| Papua Noua Guinee         | B-     | negativă ▼  | 3 iunie 2021       | [ 87 ]  |
| Polonia                   | A-     | stabilă ▬   | 12 octombrie 2018  | [ 15 ]  |
| Portugalia                | BBB+   | pozitivă ▲  | 8 septembrie 2023  | [ 88 ]  |
| Paraguay                  | BB     | stabilă ▬   | 15 iunie 2016      | [ 15 ]  |
| Qatar                     | AA     | stabilă ▬   | 4 noiembrie 2022   | [ 89 ]  |
| România                   | BBB-   | stabilă ▬   | 16 aprilie 2021    | [ 15 ]  |
| Rusia                     | CC     |             | 17 martie 2022     | [ 90 ]  |
| Rwanda                    | B+     | stabilă ▬   | 27 ianuarie 2023   | [ 91 ]  |
| Arabia Saudită            | A      | stabilă ▬   | 17 martie 2023     | [ 92 ]  |
| Senegal                   | B+     | stabilă ▬   | 6 decembrie 2019   | [ 93 ]  |
| Singapore                 | AAA    | stabilă ▬   | 6 martie 1995      | [ 94 ]  |
| Insula Sfânta Elena       | BBB-   | stabilă ▬   | 31 martie 2023     | [ 95 ]  |
| El Salvador               | B-     | stabilă ▬   | 7 noiembrie 2023   | [ 96 ]  |
| Serbia                    | BB+    | stabilă ▬   | 10 iunie 2022      | [ 97 ]  |
| Surinam                   | CCC+   | stabilă ▬   | 6 decembrie 2023   | [ 15 ]  |
| Slovacia                  | A+     | stabilă ▬   | 19 mai 2023        | [ 98 ]  |
| Slovenia                  | AA-    | stabilă ▬   | 14 iunie 2019      | [ 99 ]  |
| Suedia                    | AAA    | stabilă ▬   | 16 februarie 2004  | [ 15 ]  |
| Insulele Turks și Caicos  | BBB+   | stabilă ▬   | 29 martie 2022     | [ 100 ] |
| Togo                      | B      | stabilă ▬   | 17 martie 2023     | [ 101 ] |
| Thailanda                 | BBB+   | stabilă ▬   | 13 aprilie 2020    | [ 102 ] |
| Tadjikistan               | B-     | stabilă ▬   | 17 februarie 2023  | [ 103 ] |
| Trinidad și Tobago        | BBB-   | stabilă ▬   | 21 iulie 2022      | [ 104 ] |
| Tunisia                   | NR     |             | 18 decembrie 2013  | [ 105 ] |
| Turcia                    | B      | pozitivă ▲  | 30 noiembrie 2023  | [ 106 ] |
| Taiwan                    | AA+    | stabilă ▬   | 29 aprilie 2022    | [ 107 ] |
| Uganda                    | B      | negativă ▼  | 9 decembrie 2022   | [ 108 ] |
| Ucraina                   | CCC+   | stabilă ▬   | 15 august 2022     | [ 109 ] |
| Uruguay                   | BBB+   | stabilă ▬   | 26 aprilie 2023    | [ 110 ] |
| Statele Unite             | AA+    | stabilă ▬   | 10 iunie 2013      | [ 15 ]  |
| Uzbekistan                | BB-    | stabilă ▬   | 4 iunie 2021       | [ 111 ] |
| Venezuela                 | B-     |             | 13 decembrie 2013  | [ 112 ] |
| Vietnam                   | BB+    | stabilă ▬   | 27 mai 2022        | [ 15 ]  |
| Africa de Sud             | BB-    | stabilă ▬   | 8 martie 2023      | [ 113 ] |
| Zambia                    | SD     |             | 21 octombrie 2020  | [ 15 ]  |

### Fitch Ratings

Harta globală a țărilor lumii în funcție de ratingurile de credit în valută pe termen lung conform Fitch Ratings
Legendă:
AAA
AA+
AA
AA-
A+
A
A-
BBB+
BBB
BBB-
BB+
BB
BB-
B+
B
B-
CCC+
CCC
CCC-
RD

Conform Fitch, o obligațiune este considerată investment grade dacă ratingul său de credit este BBB− sau superior. Obligațiunile cu rating BB+ și inferior sunt considerate a fi speculative grade, uneori denumite și obligațiuni „junk”. Fitch Ratings de obicei nu atribuie perspective ratingurilor suverane sub B− (CCC și mai mici). CCC indică un „risc ridicat”, caz în care „neplata este o posibilitate reală”, iar CC indică un „nivel foarte ridicat al riscului”, caz în care „neplata pare probabilă”
| Țară/Teritoriu        | Rating | Perspectivă               | Data               | Ref.    |
|                       |        |                           |                    |         |
| --------------------- | ------ | ------------------------- | ------------------ | ------- |
| Aruba                 | BB+    | stabilă ▬                 | 16 martie 2023     | [ 116 ] |
| Angola                | B-     | stabilă ▬                 | 15 decembrie 2023  | [ 117 ] |
| Andorra               | A-     | stabilă ▬                 | 27 octombrie 2023  | [ 118 ] |
| Emiratele Arabe Unite | AA-    | stabilă ▬                 | 13 iulie 2023      | [ 119 ] |
| Abu Dhabi, EAU        | AA     | stabilă ▬                 | 11 iulie 2023      | [ 120 ] |
| Ras Al Khaimah, EAU   | A      | pozitivă ▲                | 23 mai 2023        | [ 121 ] |
| Argentina             | CC     |                           | 13 iunie 2023      | [ 122 ] |
| Armenia               | BB-    | stabilă ▬                 | 28 iulie 2023      | [ 123 ] |
| Australia             | AAA    | stabilă ▬                 | 9 noiembrie 2023   | [ 124 ] |
| Austria               | AA+    | stabilă ▬                 | 25 august 2023     | [ 125 ] |
| Azerbaidjan           | BB+    | pozitivă ▲                | 15 septembrie 2023 | [ 126 ] |
| Belgia                | AA-    | negativă ▼                | 1 septembrie 2023  | [ 127 ] |
| Benin                 | B+     | stabilă ▬                 | 8 septembrie 2023  | [ 128 ] |
| Bangladesh            | BB-    | negativă ▼                | 25 septembrie 2023 | [ 129 ] |
| Bulgaria              | BBB    | pozitivă ▲                | 27 octombrie 2023  | [ 130 ] |
| Bahrain               | B+     | stabilă ▬                 | 17 iulie 2023      | [ 131 ] |
| Belarus               | RD     | rating retras ▼           | 6 octombrie 2023   | [ 132 ] |
| Bolivia               | B-     | negativă ▼                | 14 martie 2023     | [ 133 ] |
| Brazilia              | BB-    | stabilă ▬                 | 26 iulie 2023      | [ 134 ] |
| Barbados              | B      | pozitivă ▲                | 17 octombrie 2023  | [ 135 ] |
| Canada                | AA+    | stabilă ▬                 | 19 decembrie 2023  | [ 136 ] |
| Elveția               | AAA    | stabilă ▬                 | 3 noiembrie 2023   | [ 137 ] |
| Chile                 | A-     | stabilă ▬                 | 13 decembrie 2023  | [ 138 ] |
| China                 | A+     |                           | 31 august 2023     | [ 139 ] |
| Coasta de Fildeș      | BB-    | stabilă ▬                 | 4 august 2023      | [ 140 ] |
| Camerun               | B      | negativă ▼                | 17 noiembrie 2023  | [ 141 ] |
| Congo                 | CCC+   |                           | 1 septembrie 2023  | [ 142 ] |
| Columbia              | BB+    | stabilă ▬                 | 30 iunie 2023      | [ 143 ] |
| Capul Verde           | B-     | pozitivă ▲                | 10 noiembrie 2023  | [ 144 ] |
| Costa Rica            | BB-    | stabilă ▬                 | 2 martie 2023      | [ 145 ] |
| Cipru                 | BBB    | pozitivă ▲                | 8 februarie 2023   | [ 146 ] |
| Cehia                 | AA-    | negativă ▼                | 25 august 2023     | [ 147 ] |
| Germania              | AAA    | stabilă ▬                 | 15 septembrie 2023 | [ 148 ] |
| Danemarca             | AAA    | stabilă ▬                 | 3 noiembrie 2023   | [ 149 ] |
| Republica Dominicană  | BB-    | pozitivă ▲                | 29 noiembrie 2023  | [ 150 ] |
| Ecuador               | CCC+   |                           | 16 august 2023     | [ 151 ] |
| Egipt                 | B-     | stabilă ▬                 | 3 noiembrie 2023   | [ 152 ] |
| Spania                | A-     | stabilă ▬                 | 17 noiembrie 2023  | [ 153 ] |
| Estonia               | A+     | stabilă ▬                 | 28 iulie 2023      | [ 154 ] |
| Etiopia               | RD     |                           | 27 decembrie 2023  | [ 155 ] |
| Uniunea Europeană     | AAA    | stabilă ▬                 | 14 februarie 2023  | [ 156 ] |
| Finlanda              | AAA    | stabilă ▬                 | 11 august 2023     | [ 157 ] |
| Franța                | AA-    | stabilă ▬                 | 27 octombrie 2023  | [ 158 ] |
| Gabon                 | B-     | rating sub monitorizare ▼ | 5 septembrie 2023  | [ 159 ] |
| Regatul Unit          | AA-    | negativă ▼                | 1 decembrie 2023   | [ 160 ] |
| Georgia               | BB     | pozitivă ▲                | 14 iulie 2023      | [ 161 ] |
| Ghana                 | RD     |                           | 1 noiembrie 2023   | [ 162 ] |
| Grecia                | BBB-   | stabilă ▬                 | 1 decembrie 2023   | [ 163 ] |
| Guatemala             | BB     | stabilă ▬                 | 16 februarie 2023  | [ 164 ] |
| Hong Kong             | AA-    | stabilă ▬                 | 30 martie 2023     | [ 165 ] |
| Honduras              | B      | stabilă ▬                 | 30 august 2023     | [ 166 ] |
| Croația               | BBB+   | pozitivă ▲                | 6 octombrie 2023   | [ 167 ] |
| Ungaria               | BBB    | negativă ▼                | 15 decembrie 2023  | [ 168 ] |
| Indonezia             | BBB    | stabilă ▬                 | 1 septembrie 2023  | [ 169 ] |
| India                 | BBB-   | stabilă ▬                 | 20 decembrie 2023  | [ 170 ] |
| Irlanda               | AA-    | pozitivă ▲                | 12 ianuarie 2023   | [ 171 ] |
| Irak                  | B-     | stabilă ▬                 | 4 decembrie 2023   | [ 172 ] |
| Islanda               | A      | stabilă ▬                 | 1 septembrie 2023  | [ 173 ] |
| Israel                | A+     | rating sub monitorizare ▼ | 17 octombrie 2023  | [ 174 ] |
| Italia                | BBB    | stabilă ▬                 | 10 noiembrie 2023  | [ 175 ] |
| Jamaica               | B+     | pozitivă ▲                | 7 martie 2023      | [ 176 ] |
| Iordania              | BB-    | stabilă ▬                 | 10 noiembrie 2023  | [ 177 ] |
| Japonia               | A      | stabilă ▬                 | 31 octombrie 2023  | [ 178 ] |
| Kazahstan             | BBB    | stabilă ▬                 | 17 noiembrie 2023  | [ 179 ] |
| Kenya                 | B      | negativă ▼                | 20 iulie 2023      | [ 180 ] |
| Coreea de Sud         | AA-    | stabilă ▬                 | 17 octombrie 2023  | [ 181 ] |
| Kuweit                | AA-    | stabilă ▬                 | 15 septembrie 2023 | [ 182 ] |
| Laos                  | CCC-   | rating retras ▼           | 10 octombrie 2022  | [ 183 ] |
| Liban                 | RD     |                           | 4 august 2023      | [ 184 ] |
| Sri Lanka             | RD     |                           | 28 septembrie 2023 | [ 185 ] |
| Lesotho               | B      | stabilă ▬                 | 12 iulie 2023      | [ 186 ] |
| Lituania              | A      | stabilă ▬                 | 17 noiembrie 2023  | [ 187 ] |
| Luxemburg             | AAA    | stabilă ▬                 | 8 decembrie 2023   | [ 188 ] |
| Letonia               | A-     | pozitivă ▲                | 28 iulie 2023      | [ 189 ] |
| Macao                 | AA     | stabilă ▬                 | 24 martie 2023     | [ 190 ] |
| Maroc                 | BB+    | stabilă ▬                 | 20 octombrie 2023  | [ 191 ] |
| Maldive               | B-     | negativă ▼                | 9 octombrie 2023   | [ 192 ] |
| Mexic                 | BBB-   | stabilă ▬                 | 7 decembrie 2023   | [ 193 ] |
| Macedonia de Nord     | BB+    | stabilă ▬                 | 6 octombrie 2023   | [ 194 ] |
| Malta                 | A+     | stabilă ▬                 | 15 septembrie 2023 | [ 195 ] |
| Mongolia              | B      | stabilă ▬                 | 15 mai 2023        | [ 196 ] |
| Mozambic              | CCC+   |                           | 11 august 2023     | [ 197 ] |
| Malaysia              | BBB+   | stabilă ▬                 | 5 decembrie 2023   | [ 198 ] |
| Namibia               | BB-    | stabilă ▬                 | 2 iunie 2023       | [ 199 ] |
| Nigeria               | B-     | stabilă ▬                 | 3 noiembrie 2023   | [ 200 ] |
| Nicaragua             | B-     | pozitivă ▲                | 5 iunie 2023       | [ 201 ] |
| Țările de Jos         | AAA    | stabilă ▬                 | 18 august 2023     | [ 202 ] |
| Norvegia              | AAA    | stabilă ▬                 | 15 decembrie 2023  | [ 203 ] |
| Noua Zeelandă         | AA+    | stabilă ▬                 | 29 august 2023     | [ 204 ] |
| Oman                  | BB+    | stabilă ▬                 | 25 septembrie 2023 | [ 205 ] |
| Pakistan              | CCC    |                           | 13 decembrie 2023  | [ 206 ] |
| Panama                | BBB-   | negativă ▼                | 29 septembrie 2023 | [ 207 ] |
| Peru                  | BBB    | negativă ▼                | 25 octombrie 2023  | [ 208 ] |
| Filipine              | BBB    | stabilă ▬                 | 10 noiembrie 2023  | [ 209 ] |
| Polonia               | A-     | stabilă ▬                 | 10 noiembrie 2023  | [ 210 ] |
| Portugalia            | A-     | stabilă ▬                 | 29 septembrie 2023 | [ 211 ] |
| Paraguay              | BB+    | stabilă ▬                 | 1 noiembrie 2023   | [ 212 ] |
| Qatar                 | AA-    | pozitivă ▲                | 28 martie 2023     | [ 213 ] |
| România               | BBB-   | stabilă ▬                 | 8 septembrie 2023  | [ 214 ] |
| Rusia                 | RD     | rating retras ▼           | 25 martie 2022     | [ 215 ] |
| Rwanda                | B+     | stabilă ▬                 | 6 octombrie 2023   | [ 216 ] |
| Arabia Saudită        | A+     | stabilă ▬                 | 5 aprilie 2023     | [ 217 ] |
| Singapore             | AAA    | stabilă ▬                 | 20 iulie 2023      | [ 218 ] |
| El Salvador           | CCC+   |                           | 5 mai 2023         | [ 219 ] |
| San Marino            | BB     | pozitivă ▲                | 15 decembrie 2023  | [ 220 ] |
| Serbia                | BB+    | stabilă ▬                 | 11 august 2023     | [ 221 ] |
| Surinam               | RD     | rating retras ▼           | 25 ianuarie 2022   | [ 222 ] |
| Slovacia              | A-     | stabilă ▬                 | 8 decembrie 2023   | [ 223 ] |
| Slovenia              | A      | stabilă ▬                 | 20 octombrie 2023  | [ 224 ] |
| Suedia                | AAA    | stabilă ▬                 | 27 octombrie 2023  | [ 225 ] |
| Seychelles            | BB-    | stabilă ▬                 | 15 septembrie 2023 | [ 226 ] |
| Thailanda             | BBB+   | stabilă ▬                 | 13 noiembrie 2023  | [ 227 ] |
| Turkmenistan          | B+     | pozitivă ▲                | 4 august 2023      | [ 228 ] |
| Tunisia               | CCC-   |                           | 8 decembrie 2023   | [ 229 ] |
| Turcia                | B      | stabilă ▬                 | 8 septembrie 2023  | [ 230 ] |
| Taiwan                | AA     | stabilă ▬                 | 18 august 2023     | [ 231 ] |
| Tanzania              | B+     | stabilă ▬                 | 15 decembrie 2023  | [ 232 ] |
| Uganda                | B+     | negativă ▼                | 8 septembrie 2023  | [ 233 ] |
| Ucraina               | CC     |                           | 8 decembrie 2023   | [ 234 ] |
| Uruguay               | BBB    | stabilă ▬                 | 7 iunie 2023       | [ 235 ] |
| Statele Unite         | AA+    | stabilă ▬                 | 1 august 2023      | [ 236 ] |
| Uzbekistan            | BB-    | stabilă ▬                 | 25 august 2023     | [ 237 ] |
| Vietnam               | BB+    | stabilă ▬                 | 8 decembrie 2023   | [ 238 ] |
| Africa de Sud         | BB-    | stabilă ▬                 | 17 iulie 2023      | [ 239 ] |
| Zambia                | RD     |                           | 4 decembrie 2023   | [ 240 ] |

### Moody's

Harta globală a țărilor lumii în funcție de ratingurile de credit în valută pe termen lung conform Moody's
Legendă:
Aaa
Aa1
Aa2
Aa3
A1
A2
A3
Baa1
Baa2
Baa3
Ba1
Ba2
Ba3
B1
B2
B3
Caa1
Caa2
Caa3
Ca
C

Conform Moody's, o obligațiune este considerată investment grade dacă ratingul său de credit este Baa3 sau superior. Obligațiunile cu rating Ba1 și inferior sunt considerate a fi speculative grade, uneori denumite și obligațiuni „junk”
| Țară/Teritoriu                | Rating | Perspectivă               | Data               | Ref.    |
|                               |        |                           |                    |         |
| ----------------------------- | ------ | ------------------------- | ------------------ | ------- |
| Angola                        | B3     | pozitivă ▲                | 24 octombrie 2023  | [ 242 ] |
| Albania                       | B1     | stabilă ▬                 | 7 aprilie 2023     | [ 243 ] |
| Emiratele Arabe Unite         | Aa2    | stabilă ▬                 | 21 martie 2023     | [ 244 ] |
| Argentina                     | Ca     | stabilă ▬                 | 27 septembrie 2022 | [ 245 ] |
| Armenia                       | Ba3    | stabilă ▬                 | 22 iunie 2023      | [ 246 ] |
| Australia                     | Aaa    | stabilă ▬                 | 28 iunie 2022      | [ 247 ] |
| Austria                       | Aa1    | stabilă ▬                 | 24 februarie 2023  | [ 248 ] |
| Azerbaidjan                   | Ba1    | stabilă ▬                 | 5 august 2022      | [ 249 ] |
| Belgia                        | Aa3    | stabilă ▬                 | 28 aprilie 2023    | [ 250 ] |
| Benin                         | B1     | stabilă ▬                 | 18 septembrie 2023 | [ 251 ] |
| Bangladesh                    | B1     | stabilă ▬                 | 30 mai 2023        | [ 252 ] |
| Bulgaria                      | Baa1   | stabilă ▬                 | 3 februarie 2023   | [ 253 ] |
| Bahrain                       | B2     | stabilă ▬                 | 22 aprilie 2022    | [ 254 ] |
| Bahamas                       | B1     | stabilă ▬                 | 6 octombrie 2022   | [ 255 ] |
| Bosnia și Herțegovina         | B3     | stabilă ▬                 | 22 iulie 2022      | [ 256 ] |
| Belarus                       | C      | stabilă ▬                 | 2 iunie 2023       | [ 257 ] |
| Belize                        | Caa2   | stabilă ▬                 | 16 noiembrie 2022  | [ 258 ] |
| Insulele Bermude              | A2     | stabilă ▬                 | 21 iunie 2022      | [ 259 ] |
| Bolivia                       | Caa1   | negativă ▼                | 30 iunie 2023      | [ 260 ] |
| Brazilia                      | Ba2    | stabilă ▬                 | 12 aprilie 2022    | [ 261 ] |
| Barbados                      | B3     | stabilă ▬                 | 3 august 2023      | [ 262 ] |
| Botswana                      | A3     | stabilă ▬                 | 27 octombrie 2023  | [ 263 ] |
| Canada                        | Aaa    | stabilă ▬                 | 3 noiembrie 2022   | [ 264 ] |
| Elveția                       | Aaa    | stabilă ▬                 | 17 februarie 2023  | [ 265 ] |
| Chile                         | A2     | stabilă ▬                 | 15 septembrie 2022 | [ 266 ] |
| China                         | A1     | negativă ▼                | 5 decembrie 2023   | [ 267 ] |
| Coasta de Fildeș              | Ba3    | pozitivă ▲                | 27 iunie 2022      | [ 268 ] |
| Camerun                       | Caa1   | stabilă ▬                 | 27 iulie 2023      | [ 269 ] |
| Republica Democrată Congo     | B3     | stabilă ▬                 | 11 noiembrie 2022  | [ 270 ] |
| Congo                         | Caa2   | stabilă ▬                 | 3 noiembrie 2023   | [ 271 ] |
| Columbia                      | Baa2   | stabilă ▬                 | 8 iunie 2023       | [ 272 ] |
| Costa Rica                    | B1     | pozitivă ▲                | 3 noiembrie 2023   | [ 273 ] |
| Cuba                          | Ca     | rating retras ▼           | 18 noiembrie 2021  | [ 274 ] |
| Insulele Cayman               | Aa3    | stabilă ▬                 | 8 iunie 2023       | [ 275 ] |
| Cipru                         | Baa2   | stabilă ▬                 | 29 septembrie 2023 | [ 276 ] |
| Cehia                         | Aa3    | stabilă ▬                 | 24 noiembrie 2023  | [ 277 ] |
| Germania                      | Aaa    | stabilă ▬                 | 10 februarie 2023  | [ 278 ] |
| Danemarca                     | Aaa    | stabilă ▬                 | 11 februarie 2022  | [ 279 ] |
| Republica Dominicană          | Ba3    | pozitivă ▲                | 10 august 2023     | [ 280 ] |
| Ecuador                       | Caa3   | stabilă ▬                 | 27 februarie 2023  | [ 281 ] |
| Egipt                         | Caa1   | stabilă ▬                 | 5 octombrie 2023   | [ 282 ] |
| Spania                        | Baa1   | stabilă ▬                 | 15 iulie 2022      | [ 283 ] |
| Estonia                       | A1     | stabilă ▬                 | 29 aprilie 2022    | [ 284 ] |
| Etiopia                       | Caa3   | stabilă ▬                 | 15 septembrie 2023 | [ 285 ] |
| Finlanda                      | Aa1    | stabilă ▬                 | 29 iulie 2022      | [ 286 ] |
| Fiji                          | B1     | stabilă ▬                 | 7 octombrie 2022   | [ 287 ] |
| Franța                        | Aa2    | stabilă ▬                 | 2 decembrie 2022   | [ 288 ] |
| Gabon                         | Caa1   | negativă ▼                | 12 septembrie 2023 | [ 289 ] |
| Regatul Unit                  | Aa3    | stabilă ▬                 | 20 octombrie 2023  | [ 290 ] |
| Georgia                       | Ba2    | negativă ▼                | 28 aprilie 2022    | [ 291 ] |
| Ghana                         | Caa3   | stabilă ▬                 | 9 iunie 2023       | [ 292 ] |
| Grecia                        | Ba1    | stabilă ▬                 | 15 septembrie 2023 | [ 293 ] |
| Guatemala                     | Ba1    | stabilă ▬                 | 15 iunie 2022      | [ 294 ] |
| Hong Kong                     | Aa3    | negativă ▼                | 6 decembrie 2023   | [ 295 ] |
| Honduras                      | B1     | stabilă ▬                 | 3 octombrie 2023   | [ 296 ] |
| Croația                       | Baa2   | pozitivă ▲                | 10 noiembrie 2023  | [ 297 ] |
| Ungaria                       | Baa2   | stabilă ▬                 | 1 septembrie 2023  | [ 298 ] |
| Indonezia                     | Baa2   | stabilă ▬                 | 10 februarie 2022  | [ 299 ] |
| Insula Man                    | Aa3    | stabilă ▬                 | 27 octombrie 2023  | [ 300 ] |
| India                         | Baa3   | stabilă ▬                 | 18 august 2023     | [ 301 ] |
| Irlanda                       | Aa3    | stabilă ▬                 | 21 aprilie 2023    | [ 302 ] |
| Irak                          | Caa1   | stabilă ▬                 | 24 noiembrie 2023  | [ 303 ] |
| Islanda                       | A2     | pozitivă ▲                | 14 iulie 2023      | [ 304 ] |
| Israel                        | A1     | rating sub monitorizare ▼ | 19 octombrie 2023  | [ 305 ] |
| Italia                        | Baa3   | stabilă ▬                 | 17 noiembrie 2023  | [ 306 ] |
| Jamaica                       | B1     | pozitivă ▲                | 18 octombrie 2023  | [ 307 ] |
| Iordania                      | B1     | pozitivă ▲                | 17 noiembrie 2022  | [ 308 ] |
| Japonia                       | A1     | stabilă ▬                 | 8 noiembrie 2023   | [ 309 ] |
| Kazahstan                     | Baa2   | pozitivă ▲                | 27 octombrie 2023  | [ 310 ] |
| Kenya                         | B3     | negativă ▼                | 28 iulie 2023      | [ 311 ] |
| Kârgâzstan                    | B3     | negativă ▼                | 17 octombrie 2022  | [ 312 ] |
| Cambodgia                     | B2     | negativă ▼                | 15 noiembrie 2022  | [ 313 ] |
| Coreea de Sud                 | Aa2    | stabilă ▬                 | 21 aprilie 2022    | [ 314 ] |
| Kuweit                        | A1     | stabilă ▬                 | 26 mai 2022        | [ 315 ] |
| Liban                         | C      | stabilă ▬                 | 13 decembrie 2023  | [ 316 ] |
| Sri Lanka                     | Ca     | stabilă ▬                 | 18 aprilie 2022    | [ 317 ] |
| Lituania                      | A2     | stabilă ▬                 | 29 aprilie 2022    | [ 318 ] |
| Luxemburg                     | Aaa    | stabilă ▬                 | 17 martie 2023     | [ 319 ] |
| Letonia                       | A3     | stabilă ▬                 | 29 aprilie 2022    | [ 320 ] |
| Macao                         | Aa3    | negativă ▼                | 6 decembrie 2022   | [ 321 ] |
| Maroc                         | Ba1    | stabilă ▬                 | 1 iulie 2022       | [ 322 ] |
| Republica Moldova             | B3     | stabilă ▬                 | 18 august 2023     | [ 323 ] |
| Maldive                       | Caa1   | stabilă ▬                 | 24 octombrie 2023  | [ 324 ] |
| Mexic                         | Baa2   | stabilă ▬                 | 8 iulie 2022       | [ 325 ] |
| Mali                          | Caa2   | stabilă ▬                 | 9 septembrie 2022  | [ 326 ] |
| Malta                         | A2     | stabilă ▬                 | 18 noiembrie 2022  | [ 327 ] |
| Muntenegru                    | B1     | stabilă ▬                 | 9 septembrie 2022  | [ 328 ] |
| Mongolia                      | B3     | stabilă ▬                 | 14 februarie 2023  | [ 329 ] |
| Mozambic                      | Caa2   | stabilă ▬                 | 22 septembrie 2023 | [ 330 ] |
| Mauritius                     | Baa3   | stabilă ▬                 | 28 iulie 2022      | [ 331 ] |
| Malaysia                      | A3     | stabilă ▬                 | 14 aprilie 2023    | [ 332 ] |
| Namibia                       | B1     | stabilă ▬                 | 5 aprilie 2022     | [ 333 ] |
| Nigeria                       | Caa1   | pozitivă ▲                | 8 decembrie 2023   | [ 334 ] |
| Nicaragua                     | B3     | stabilă ▬                 | 30 martie 2022     | [ 335 ] |
| Țările de Jos                 | Aaa    | stabilă ▬                 | 27 ianuarie 2023   | [ 336 ] |
| Norvegia                      | Aaa    | stabilă ▬                 | 6 mai 2022         | [ 337 ] |
| Noua Zeelandă                 | Aaa    | stabilă ▬                 | 21 aprilie 2022    | [ 338 ] |
| Oman                          | Ba1    | stabilă ▬                 | 7 decembrie 2023   | [ 339 ] |
| Pakistan                      | Caa3   | stabilă ▬                 | 28 februarie 2023  | [ 340 ] |
| Panama                        | Baa3   | stabilă ▬                 | 31 octombrie 2023  | [ 341 ] |
| Peru                          | Baa1   | negativă ▼                | 31 ianuarie 2023   | [ 342 ] |
| Filipine                      | Baa2   | stabilă ▬                 | 15 septembrie 2022 | [ 343 ] |
| Papua Noua Guinee             | B2     | stabilă ▬                 | 10 noiembrie 2022  | [ 344 ] |
| Polonia                       | A2     | stabilă ▬                 | 29 aprilie 2022    | [ 345 ] |
| Portugalia                    | A3     | stabilă ▬                 | 17 noiembrie 2023  | [ 346 ] |
| Paraguay                      | Ba1    | pozitivă ▲                | 22 iulie 2022      | [ 347 ] |
| Qatar                         | Aa3    | pozitivă ▲                | 2 noiembrie 2022   | [ 348 ] |
| România                       | Baa3   | stabilă ▬                 | 3 noiembrie 2023   | [ 349 ] |
| Rusia                         | Ca     | rating retras ▼           | 6 martie 2022      | [ 350 ] |
| Rwanda                        | B2     | stabilă ▬                 | 8 septembrie 2023  | [ 351 ] |
| Arabia Saudită                | A1     | pozitivă ▲                | 17 martie 2023     | [ 352 ] |
| Senegal                       | Ba3    | stabilă ▬                 | 18 martie 2022     | [ 353 ] |
| Singapore                     | Aaa    | stabilă ▬                 | 17 mai 2022        | [ 354 ] |
| El Salvador                   | Caa3   | stabilă ▬                 | 3 februarie 2023   | [ 355 ] |
| Surinam                       | Caa3   | stabilă ▬                 | 17 februarie 2023  | [ 356 ] |
| Serbia                        | Ba2    | stabilă ▬                 | 8 septembrie 2023  | [ 357 ] |
| Slovacia                      | A2     | negativă ▼                | 24 noiembrie 2023  | [ 358 ] |
| Slovenia                      | A3     | stabilă ▬                 | 21 octombrie 2022  | [ 359 ] |
| Eswatini                      | B3     | pozitivă ▲                | 1 decembrie 2023   | [ 360 ] |
| Suedia                        | Aaa    | stabilă ▬                 | 25 martie 2022     | [ 361 ] |
| Thailanda                     | Baa1   | stabilă ▬                 | 7 aprilie 2022     | [ 362 ] |
| Tadjikistan                   | B3     | stabilă ▬                 | 12 octombrie 2023  | [ 363 ] |
| Trinidad și Tobago            | Ba2    | pozitivă ▲                | 10 iulie 2023      | [ 364 ] |
| Tunisia                       | Caa2   | negativă ▼                | 27 ianuarie 2023   | [ 365 ] |
| Turcia                        | B3     | stabilă ▬                 | 12 august 2022     | [ 366 ] |
| Taiwan                        | Aa3    | stabilă ▬                 | 22 septembrie 2022 | [ 367 ] |
| Uganda                        | B2     | negativă ▼                | 18 noiembrie 2022  | [ 368 ] |
| Ucraina                       | Ca     | stabilă ▬                 | 10 februarie 2023  | [ 369 ] |
| Uruguay                       | Baa2   | pozitivă ▲                | 17 mai 2023        | [ 370 ] |
| Statele Unite                 | Aaa    | negativă ▼                | 10 noiembrie 2023  | [ 371 ] |
| Uzbekistan                    | Ba3    | stabilă ▬                 | 20 ianuarie 2023   | [ 372 ] |
| Sfântul Vicențiu și Grenadine | B3     | stabilă ▬                 | 1 martie 2022      | [ 373 ] |
| Vietnam                       | Ba2    | stabilă ▬                 | 6 septembrie 2022  | [ 374 ] |
| Venezuela                     | C      | rating retras ▼           | 9 martie 2018      | [ 375 ] |
| Africa de Sud                 | Ba2    | stabilă ▬                 | 1 aprilie 2022     | [ 376 ] |
| Zambia                        | Caa3   | stabilă ▬                 | 21 octombrie 2022  | [ 377 ] |

## Alte agenții de rating

### DBRS Morningstar
Conform DBRS Morningstar, o obligațiune este considerată investment grade dacă ratingul său de credit este BBB(scăzut) sau superior. Obligațiunile cu rating BB(ridicat) și inferior sunt considerate a fi speculative grade, uneori denumite și obligațiuni „junk”.
| Țară          | Rating       | Perspectivă | Data               |
|               |              |             |                    |
| ------------- | ------------ | ----------- | ------------------ |
| Argentina     | CCC          | stabilă ▬   | 3 martie 2023      |
| Australia     | AAA          | stabilă ▬   | 20 ianuarie 2023   |
| Austria       | AAA          | stabilă ▬   | 14 iulie 2023      |
| Belgia        | AA           | stabilă ▬   | 4 august 2023      |
| Brazilia      | BB           | stabilă ▬   | 28 iulie 2023      |
| Canada        | AAA          | stabilă ▬   | 8 septembrie 2023  |
| Elveția       | AAA          | stabilă ▬   | 21 iulie 2023      |
| China         | A            | stabilă ▬   | 9 noiembrie 2023   |
| Columbia      | BBB(scăzut)  | stabilă ▬   | 26 iunie 2023      |
| Cipru         | BBB(ridicat) | stabilă ▬   | 29 septembrie 2023 |
| Germania      | AAA          | stabilă ▬   | 1 decembrie 2023   |
| Danemarca     | AAA          | stabilă ▬   | 17 noiembrie 2023  |
| Spania        | A            | stabilă ▬   | 1 decembrie 2023   |
| Estonia       | AA(scăzut)   | stabilă ▬   | 21 iulie 2023      |
| Finlanda      | AA(ridicat)  | stabilă ▬   | 22 septembrie 2023 |
| Franța        | AA(ridicat)  | stabilă ▬   | 22 septembrie 2023 |
| Regatul Unit  | AA           | stabilă ▬   | 17 noiembrie 2023  |
| Grecia        | BBB(scăzut)  | stabilă ▬   | 8 septembrie 2023  |
| India         | BBB(scăzut)  | stabilă ▬   | 16 mai 2023        |
| Irlanda       | AA(scăzut)   | stabilă ▬   | 3 noiembrie 2023   |
| Italia        | BBB(ridicat) | stabilă ▬   | 27 octombrie 2023  |
| Japonia       | A(ridicat)   | stabilă ▬   | 19 noiembrie 2023  |
| Lituania      | A(ridicat)   | stabilă ▬   | 17 noiembrie 2023  |
| Luxemburg     | AAA          | stabilă ▬   | 10 noiembrie 2023  |
| Letonia       | A            | stabilă ▬   | 15 septembrie 2023 |
| Mexic         | BBB          | stabilă ▬   | 8 mai 2023         |
| Malta         | A(ridicat)   | stabilă ▬   | 13 octombrie 2023  |
| Țările de Jos | AAA          | stabilă ▬   | 15 septembrie 2023 |
| Norvegia      | AAA          | stabilă ▬   | 29 septembrie 2023 |
| Polonia       | A            | stabilă ▬   | 10 noiembrie 2023  |
| Portugalia    | A            | stabilă ▬   | 21 iulie 2023      |
| Singapore     | AAA          | stabilă ▬   | 24 august 2023     |
| San Marino    | BBB(scăzut)  | stabilă ▬   | 1 decembrie 2023   |
| Slovacia      | A            | stabilă ▬   | 25 august 2023     |
| Slovenia      | A(ridicat)   | stabilă ▬   | 8 decembrie 2023   |
| Suedia        | AAA          | stabilă ▬   | 4 august 2023      |
| Uruguay       | BBB          | stabilă ▬   | 20 noiembrie 2023  |
| Statele Unite | AAA          | stabilă ▬   | 10 octombrie 2023  |

### Scope Ratings
Conform Scope – agenția europeană de rating – o obligațiune este considerată investment grade dacă ratingul său de credit este BBB− sau superior. Obligațiunile cu rating BB+ și inferior sunt considerate a fi speculative grade, uneori denumite și obligațiuni „junk”.
| Țară/Teritoriu | Rating | Perspectivă | Data               |
|                |        |             |                    |
| -------------- | ------ | ----------- | ------------------ |
| Austria        | AAA    | negativă ▼  | 7 iulie 2023       |
| Belgia         | AA-    | negativă ▼  | 15 septembrie 2023 |
| Bulgaria       | BBB+   | pozitivă ▲  | 21 iulie 2023      |
| Elveția        | AAA    | stabilă ▬   | 27 ianuarie 2023   |
| China          | A      | stabilă ▬   | 12 mai 2023        |
| Cipru          | BBB+   | stabilă ▬   | 17 noiembrie 2023  |
| Cehia          | AA-    | stabilă ▬   | 26 mai 2023        |
| Germania       | AAA    | stabilă ▬   | 20 octombrie 2023  |
| Danemarca      | AAA    | stabilă ▬   | 29 septembrie 2023 |
| Egipt          | B-     | negativă ▼  | 15 septembrie 2023 |
| Spania         | A-     | stabilă ▬   | 6 octombrie 2023   |
| Estonia        | AA-    | negativă ▼  | 12 mai 2023        |
| Finlanda       | AA+    | stabilă ▬   | 22 septembrie 2023 |
| Franța         | AA     | negativă ▼  | 26 mai 2023        |
| Regatul Unit   | AA     | stabilă ▬   | 3 noiembrie 2023   |
| Georgia        | BB     | stabilă ▬   | 27 ianuarie 2023   |
| Grecia         | BBB-   | stabilă ▬   | 4 august 2023      |
| Croația        | BBB+   | stabilă ▬   | 26 mai 2023        |
| Ungaria        | BBB    | stabilă ▬   | 24 februarie 2023  |
| Irlanda        | AA-    | pozitivă ▲  | 31 martie 2023     |
| Italia         | BBB+   | stabilă ▬   | 14 iulie 2023      |
| Japonia        | A      | negativă ▼  | 6 octombrie 2023   |
| Lituania       | A      | stabilă ▬   | 28 aprilie 2023    |
| Luxemburg      | AAA    | stabilă ▬   | 27 ianuarie 2023   |
| Letonia        | A-     | stabilă ▬   | 28 aprilie 2023    |
| Maroc          | BB+    | stabilă ▬   | 8 septembrie 2023  |
| Malta          | A+     | stabilă ▬   | 1 septembrie 2023  |
| Țările de Jos  | AAA    | stabilă ▬   | 3 noiembrie 2023   |
| Norvegia       | AAA    | stabilă ▬   | 29 septembrie 2023 |
| Polonia        | A      | stabilă ▬   | 2 iunie 2023       |
| Portugalia     | A-     | stabilă ▬   | 24 martie 2023     |
| România        | BBB-   | stabilă ▬   | 17 martie 2023     |
| Serbia         | BB+    | stabilă ▬   | 27 octombrie 2023  |
| Slovacia       | A+     | negativă ▼  | 6 octombrie 2023   |
| Slovenia       | A      | stabilă ▬   | 28 iulie 2023      |
| Suedia         | AAA    | stabilă ▬   | 15 septembrie 2023 |
| Turcia         | B-     | negativă ▼  | 4 august 2023      |
| Ucraina        | CC     | negativă ▼  | 12 mai 2023        |
| Statele Unite  | AA     | negativă ▼  | 29 iunie 2023      |
| Africa de Sud  | BB     | stabilă ▬   | 6 octombrie 2023   |

### Japan Credit Rating Agency
Japan Credit Rating Agency (JCR) este o agenție de rating de credit cu sediul în Japonia. JCR este considerată de către U.S. Securities and Exchange Commission ca „organizație de evaluare statistică recunoscută la nivel național” (Nationally Recognized Statistical Rating Organization).
| Țară/Teritoriu | Rating | Perspectivă | Data               |
|                |        |             |                    |
| -------------- | ------ | ----------- | ------------------ |
| Australia      | AAA    | stabilă ▬   | 26 aprilie 2023    |
| Belgia         | AAA    | stabilă ▬   | 2 iunie 2023       |
| Brazilia       | BBB-   | stabilă ▬   | 20 decembrie 2023  |
| Canada         | AAA    | stabilă ▬   | 20 decembrie 2023  |
| Chile          | AA-    | stabilă ▬   | 4 aprilie 2023     |
| China          | AA-    | stabilă ▬   | 2 noiembrie 2023   |
| Cehia          | AA-    | stabilă ▬   | 30 iunie 2023      |
| Germania       | AAA    | stabilă ▬   | 3 august 2023      |
| Danemarca      | AAA    | stabilă ▬   | 15 decembrie 2023  |
| Egipt          | AA     |             | 2 noiembrie 2023   |
| Spania         | AA     | stabilă ▬   | 24 aprilie 2023    |
| Finlanda       | AAA    | stabilă ▬   | 22 februarie 2023  |
| Franța         | AAA    | stabilă ▬   | 6 octombrie 2022   |
| Regatul Unit   | AAA    | stabilă ▬   | 25 ianuarie 2023   |
| Hong Kong      | AA+    | stabilă ▬   | 27 aprilie 2023    |
| Ungaria        | A-     | stabilă ▬   | 18 februarie 2022  |
| Indonezia      | BBB+   | stabilă ▬   | 27 iulie 2022      |
| India          | BBB+   | stabilă ▬   | 27 decembrie 2023  |
| Italia         | A      | stabilă ▬   | 16 decembrie 2022  |
| Japonia        | AAA    | stabilă ▬   | 27 decembrie 2023  |
| Coreea de Sud  | AA     | stabilă ▬   | 30 septembrie 2022 |
| Mexic          | A-     | stabilă ▬   | 18 august 2023     |
| Malaysia       | A+     | stabilă ▬   | 12 septembrie 2022 |
| Țările de Jos  | AAA    | stabilă ▬   | 9 iunie 2023       |
| Norvegia       | AAA    | stabilă ▬   | 7 septembrie 2023  |
| Peru           | A-     | stabilă ▬   | 27 aprilie 2023    |
| Filipine       | A-     | stabilă ▬   | 10 martie 2023     |
| Polonia        | A      | stabilă ▬   | 16 noiembrie 2023  |
| Portugalia     | A      | stabilă ▬   | 13 ianuarie 2023   |
| România        | BBB    | stabilă ▬   | 27 noiembrie 2023  |
| Singapore      | AAA    | stabilă ▬   | 22 decembrie 2023  |
| Slovacia       | A+     | negativă ▼  | 6 octombrie 2022   |
| Slovenia       | AA-    | stabilă ▬   | 21 septembrie 2022 |
| Thailanda      | A      | stabilă ▬   | 11 noiembrie 2022  |
| Turcia         | BB     | negativă ▼  | 18 august 2022     |
| Uruguay        | A-     | stabilă ▬   | 22 noiembrie 2023  |
| Statele Unite  | AAA    | stabilă ▬   | 26 iunie 2023      |

### China Chengxin
China Chengxin Credit Rating Group este o agenție de rating de credit cu sediul în China.
| Țară                  | Rating | Perspectivă | Data               |
|                       |        |             |                    |
| --------------------- | ------ | ----------- | ------------------ |
| Emiratele Arabe Unite | Ag     | stabilă ▬   | 29 decembrie 2023  |
| Austria               | AAg    | stabilă ▬   | 29 decembrie 2023  |
| Belgia                | A+g    | stabilă ▬   | 29 decembrie 2023  |
| Bangladesh            | BB-g   | stabilă ▬   | 29 decembrie 2023  |
| Bulgaria              | BBB+g  | stabilă ▬   | 29 decembrie 2023  |
| Canada                | AA+g   | stabilă ▬   | 13 septembrie 2023 |
| Elveția               | AAAg   | stabilă ▬   | 29 decembrie 2023  |
| China                 | AA+g   | stabilă ▬   | 29 decembrie 2023  |
| Egipt                 | BB-g   | stabilă ▬   | 15 noiembrie 2023  |
| Spania                | BBBg   | stabilă ▬   | 13 septembrie 2023 |
| Estonia               | A+g    | stabilă ▬   | 29 decembrie 2023  |
| Franța                | AAg    | stabilă ▬   | 16 noiembrie 2023  |
| Grecia                | BB+g   | stabilă ▬   | 26 octombrie 2023  |
| Irlanda               | A+g    | stabilă ▬   | 29 decembrie 2023  |
| Israel                | A+g    | stabilă ▬   | 26 octombrie 2023  |
| Italia                | BBBg   | stabilă ▬   | 29 decembrie 2023  |
| Cambodgia             | Bg     | stabilă ▬   | 29 decembrie 2023  |
| Coreea de Sud         | AA+g   | stabilă ▬   | 13 septembrie 2023 |
| Mexic                 | BBBg   | stabilă ▬   | 29 decembrie 2023  |
| Mongolia              | B+g    | stabilă ▬   | 29 decembrie 2023  |
| Țările de Jos         | AA+g   | stabilă ▬   | 29 decembrie 2023  |
| Pakistan              | CCCg   | stabilă ▬   | 13 septembrie 2023 |
| România               | BBBg   | stabilă ▬   | 29 decembrie 2023  |
| Arabia Saudită        | AAg    | stabilă ▬   | 13 septembrie 2023 |
| Singapore             | AAAg   | stabilă ▬   | 6 noiembrie 2023   |
| Slovenia              | Ag     | stabilă ▬   | 29 decembrie 2023  |
| Thailanda             | A-g    | stabilă ▬   | 29 decembrie 2023  |
| Statele Unite         | BBBg   | stabilă ▬   | 9 noiembrie 2023   |
| Vietnam               | BBg    | stabilă ▬   | 13 septembrie 2023 |
| Africa de Sud         | BBg    | stabilă ▬   | 29 decembrie 2023  |

### Țări neincluse în listă
State membre ONU cărora nu le-a fost atribuit un rating de credit de către niciuna dintre cele opt agenții de rating prezentate.
| Țară                       | Observații |
| -------------------------- | --- |
| Afganistan                 | |
| Algeria                    | |
| Antigua și Barbuda         | |
| Bhutan                     | |
| Brunei                     | |
| Burundi                    | |
| Republica Centrafricană    | |
| Ciad                       | |
| Comore                     | |
| Djibouti                   | |
| Dominica                   | |
| Guineea Ecuatorială        | |
| Eritrea                    | |
| Gambia                     | Fitch a suspendat ratingul de credit al Gambiei după ce singura sa obligațiune internațională tranzacționată a expirat                                       |
| Guineea                    | |
| Guinea-Bissau              | |
| Guyana                     | |
| Haiti                      | |
| Iran                       | Fitch a retras toate ratingurile pentru Iran după scadența și rambursarea integrală a ultimei tranșe restante a euroobligațiunii suverane la 21 aprilie 2008 |
| Kiribati                   | |
| Liberia                    | |
| Libia                      | Fitch a retras toate ratingurile pentru Libia deoarece nu are suficiente informații pentru a continua evaluarea emitentului                                  |
| Malawi                     | |
| Mali                       | Mali a primit un rating de credit în 2004, ca parte a unei inițiative de dezvoltare a ONU, dar ratingul a fost ulterior retras.                              |
| Insulele Marshall          | |
| Mauritania                 | |
| Monaco                     | |
| Myanmar                    | |
| Nauru                      | |
| Nepal                      | |
| Niger                      | |
| Coreea de Nord             | |
| Palau                      | |
| Sfântul Cristofor și Nevis | |
| Sfânta Lucia               | |
| Samoa                      | |
| São Tomé și Príncipe       | |
| Sierra Leone               | |
| Insulele Solomon           | |
| Somalia                    | |
| Siria                      | |
| Timorul de Est             | |
| Tonga                      | |
| Tuvalu                     | |
| Vanuatu                    | |
| Yemen                      | |
| Zimbabwe                   | |